# Tulipa brachystemon
Tulipa brachystemon är en liljeväxtart som beskrevs av Eduard August von Regel. Tulipa brachystemon ingår i släktet tulpaner, och familjen liljeväxter. Inga underarter finns listade.